# Gastrinodes
Gastrinodes är ett släkte av fjärilar. Gastrinodes ingår i familjen mätare.
Kladogram enligt Catalogue of Life:
| Gastrinodes | \| \| Gastrinodes bitaeniaria \| \| \| \| \| \| Gastrinodes erebina \| \| \| \| |
|             | \| \| Gastrinodes bitaeniaria \| \| \| \| \| \| Gastrinodes erebina \| \| \| \| |
|             | Gastrinodes bitaeniaria                                                         |
|             |                                                                                 |
|             | Gastrinodes erebina                                                             |
|             |                                                                                 |

## Bildgalleri

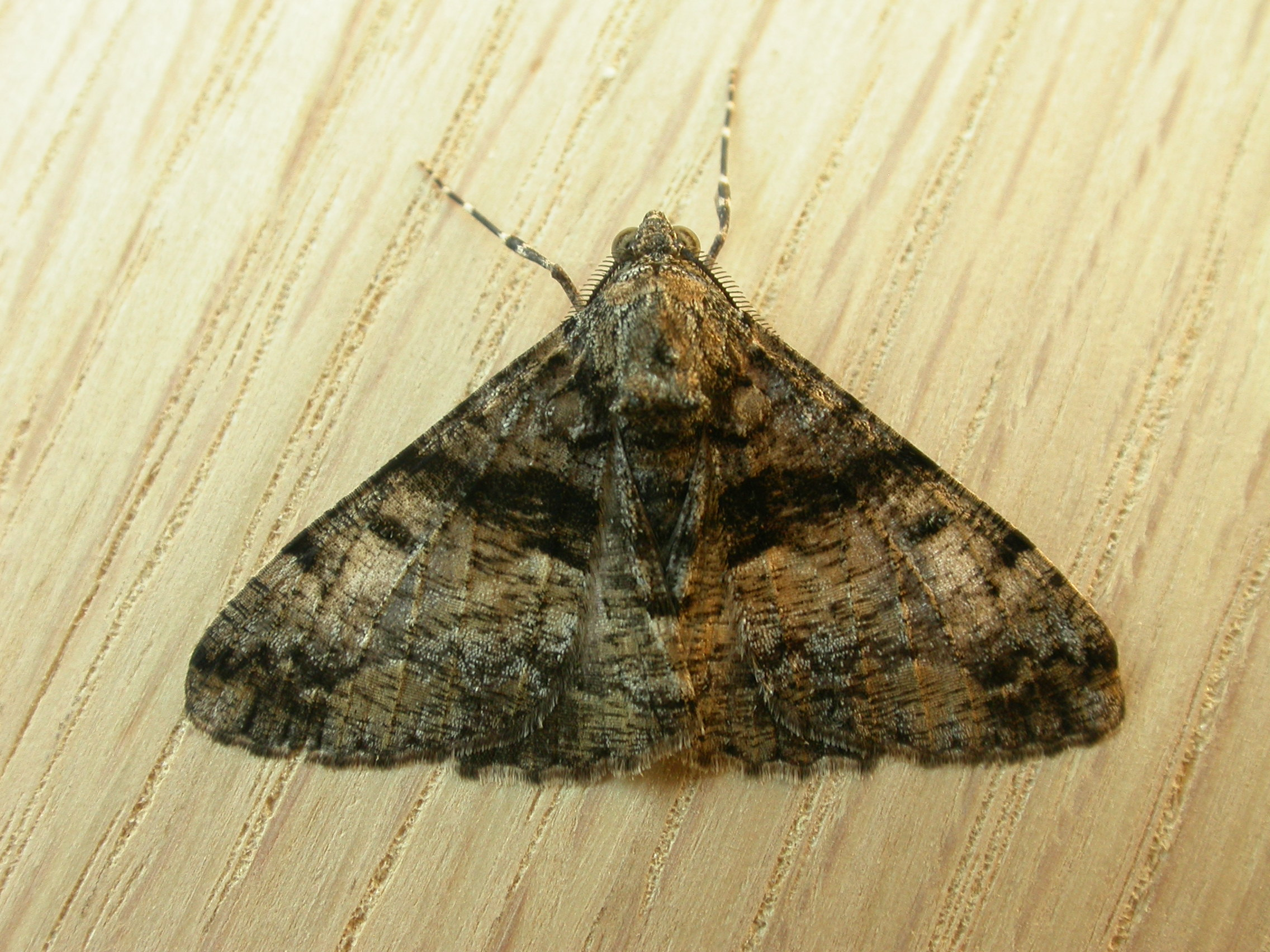
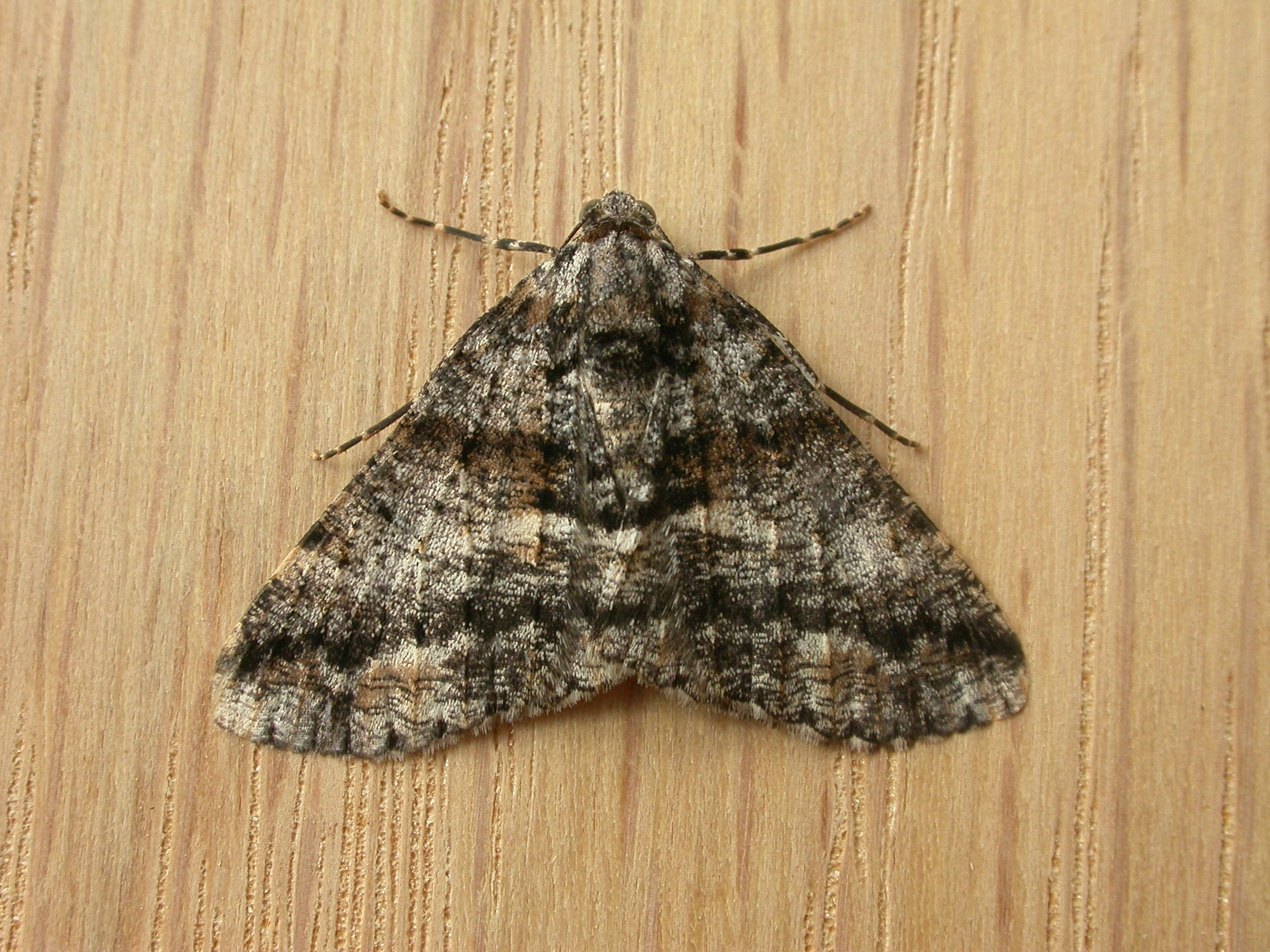
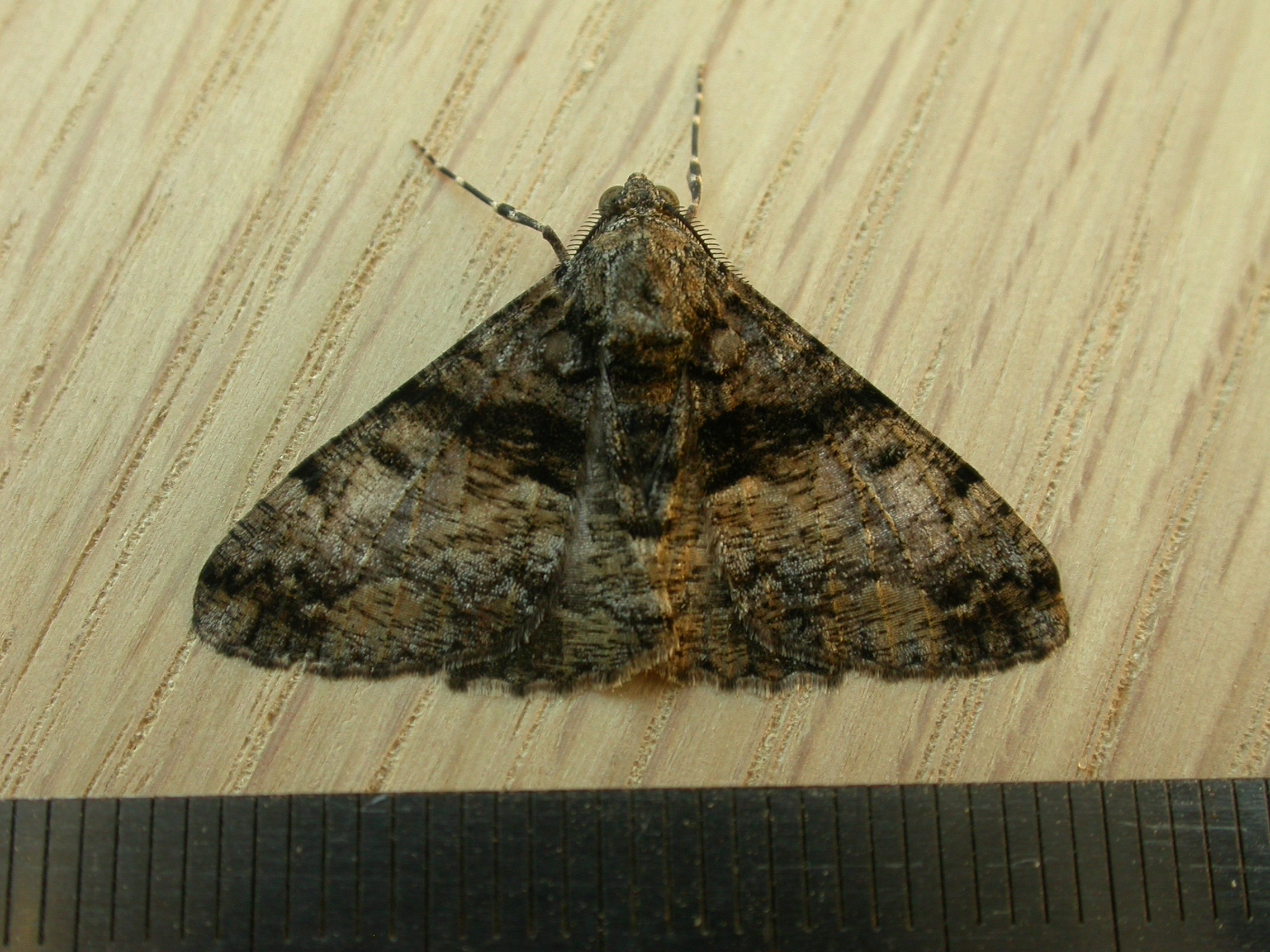
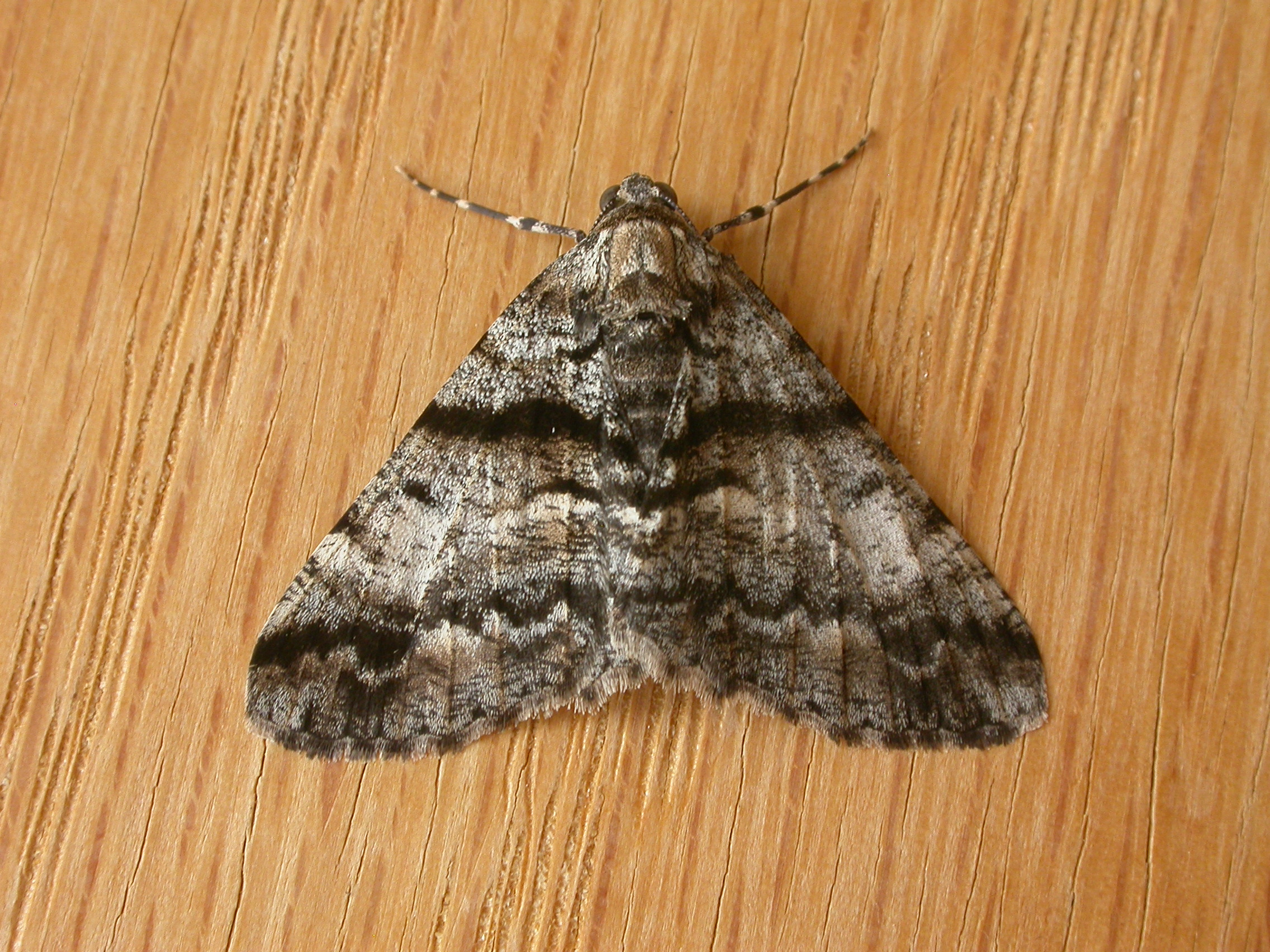
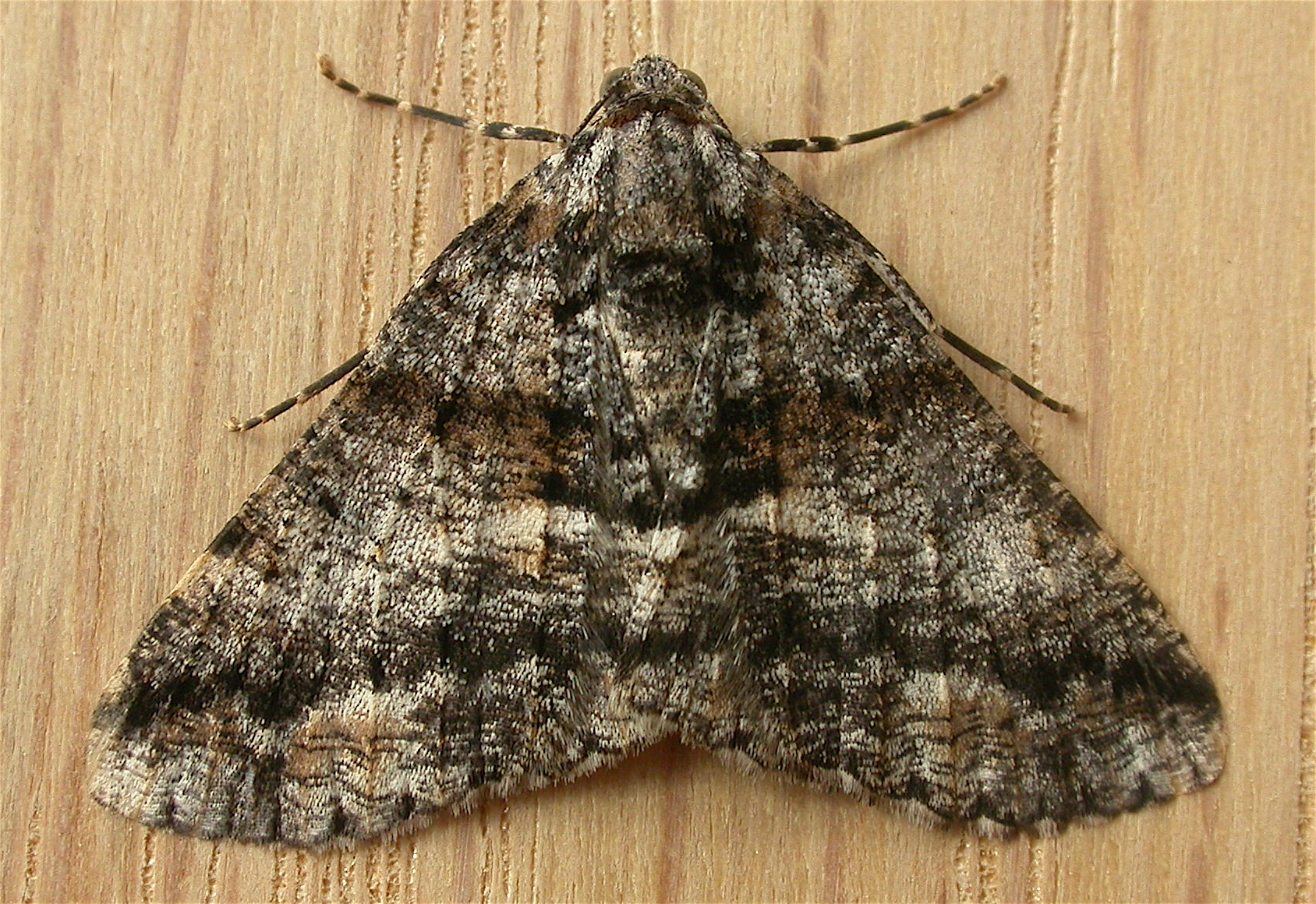
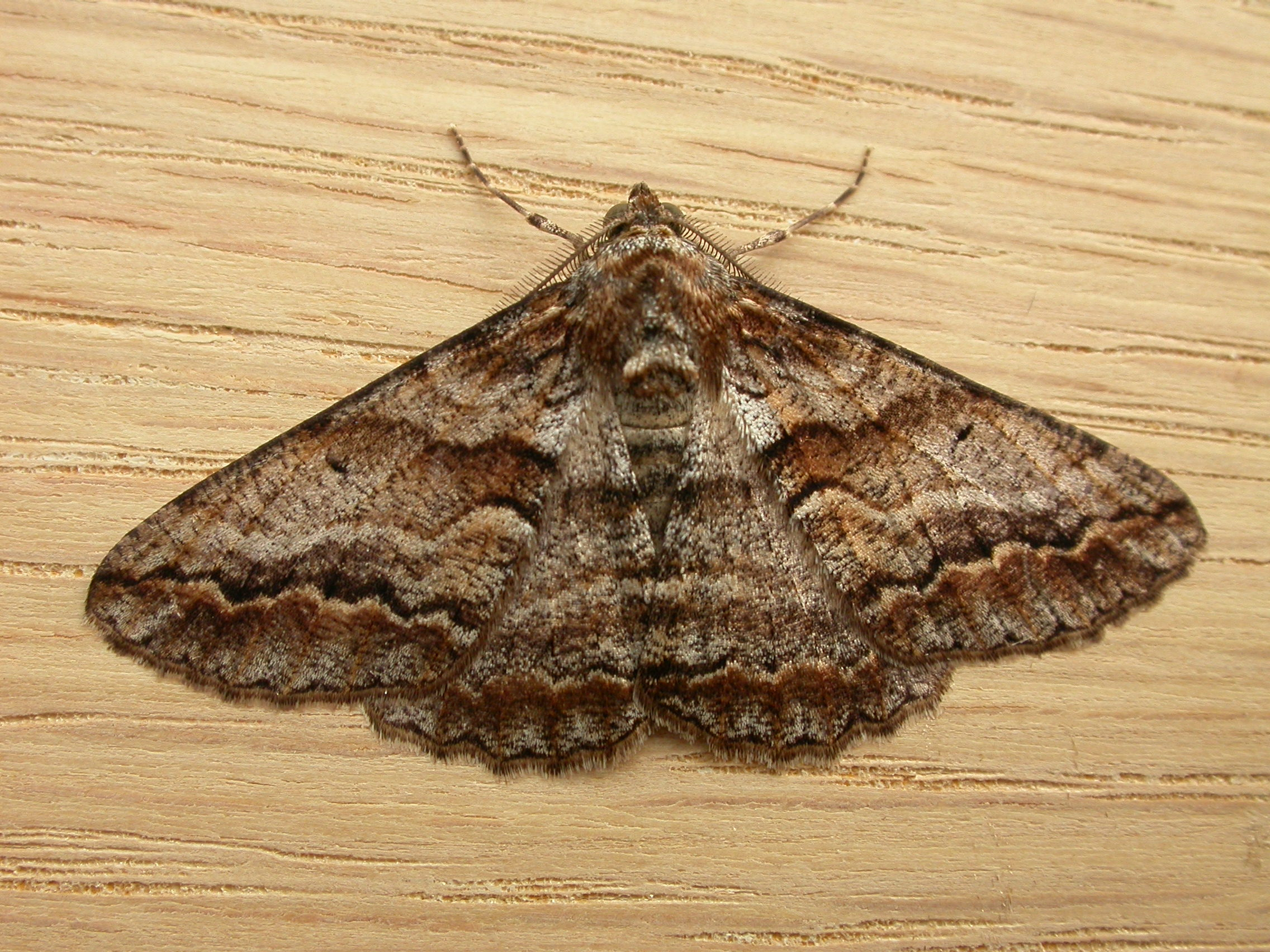